# Noferhotep (írnok)
Noferhotep (nfr-ḥtp) ókori egyiptomi írnok volt, címe: „a nagy körzet írnoka” (templom- vagy palotakörzet). A XIII. dinasztia idején élt, i. e. 1750 körül.
Noferhotep sírját Auguste Mariette találta meg Dirá Abu el-Nagában 1860-ban. A sírból fontos leletegyüttes került elő, többek közt a Boulaq 18 papirusz, valamint Noferhotep koporsója. A koporsó valószínűleg már igen rossz állapotban volt, amikor Mariette megtalálta, és csak az ő leírásából ismert, innen tudni, hogy risi-koporsó volt. Ennek a koporsótípusnak ez a legkorábbi ismert példája, egyébként csak jó 100 évvel később, a XVII. dinasztia idején lett népszerű; mivel Noferhotep nagy valószínűséggel a XIII. dinasztia idején halt meg, a lelet bizonyítja, hogy a koporsótípus már korábban is használatban volt, mint eddig gondolták. A papirusz egy thébai palota lakóinak életéről számol be; az uralkodó neve a papirusz sérülése miatt nem olvasható, de valószínűleg Imiermesa vagy IV. Antef az, akinek számos családtagját említi.
A sírból emellett előkerült egy sétapálca, egy fejtámasz, egy fajansz vízilószobrocska, egy „Kutyák és sakálok” társasjáték figurái, egy buzogány, íróeszközök, egy tükör fatálcája, két kalcitváza, egy mágikus jelentőségű pálca és egy kettős szkarabeusz. Jelentőségét az adja, hogy ebből a korból kevés jó állapotban fennmaradt temetkezési leletegyüttes ismert.

## Fordítás
- Ez a szócikk részben vagy egészben  a   Neferhotep (scribe of the great enclosure) című angol Wikipédia-szócikk ezen változatának fordításán alapul.  Az eredeti cikk szerkesztőit annak laptörténete sorolja fel. Ez a jelzés csupán a megfogalmazás eredetét és a szerzői jogokat jelzi, nem szolgál a cikkben szereplő információk forrásmegjelöléseként.